# سیر گل آبی
سیر گل آبی (نام علمی: Allium caeruleum) نام یک گونه از سرده سیر است. سیر گل آبی گیاه بومی، قزاقستان، قرقیزستان، سیبری، تاجیکستان، ازبکستان و سین‌کیانگ است.

## نگارخانه

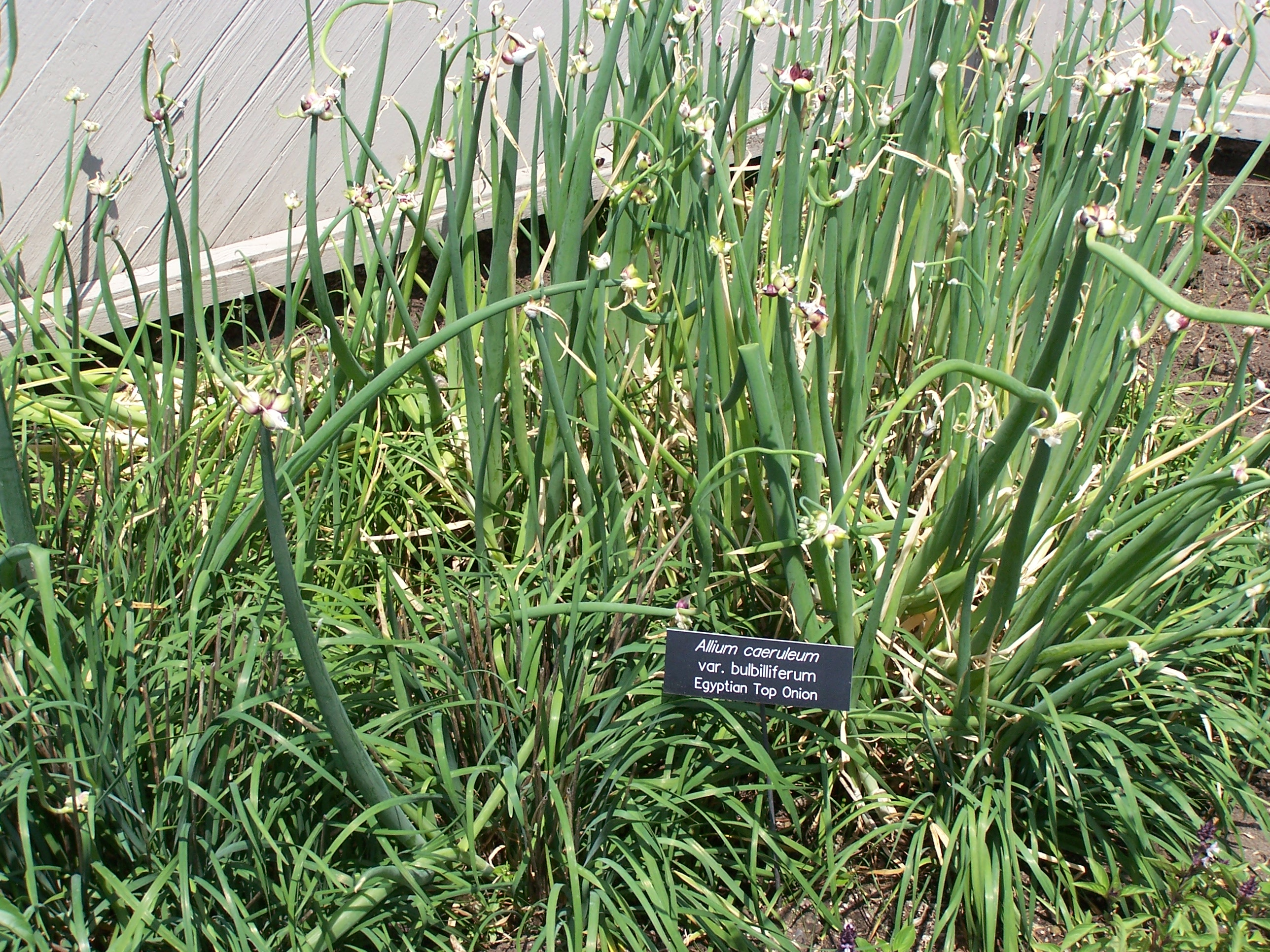
سیر گل آبی
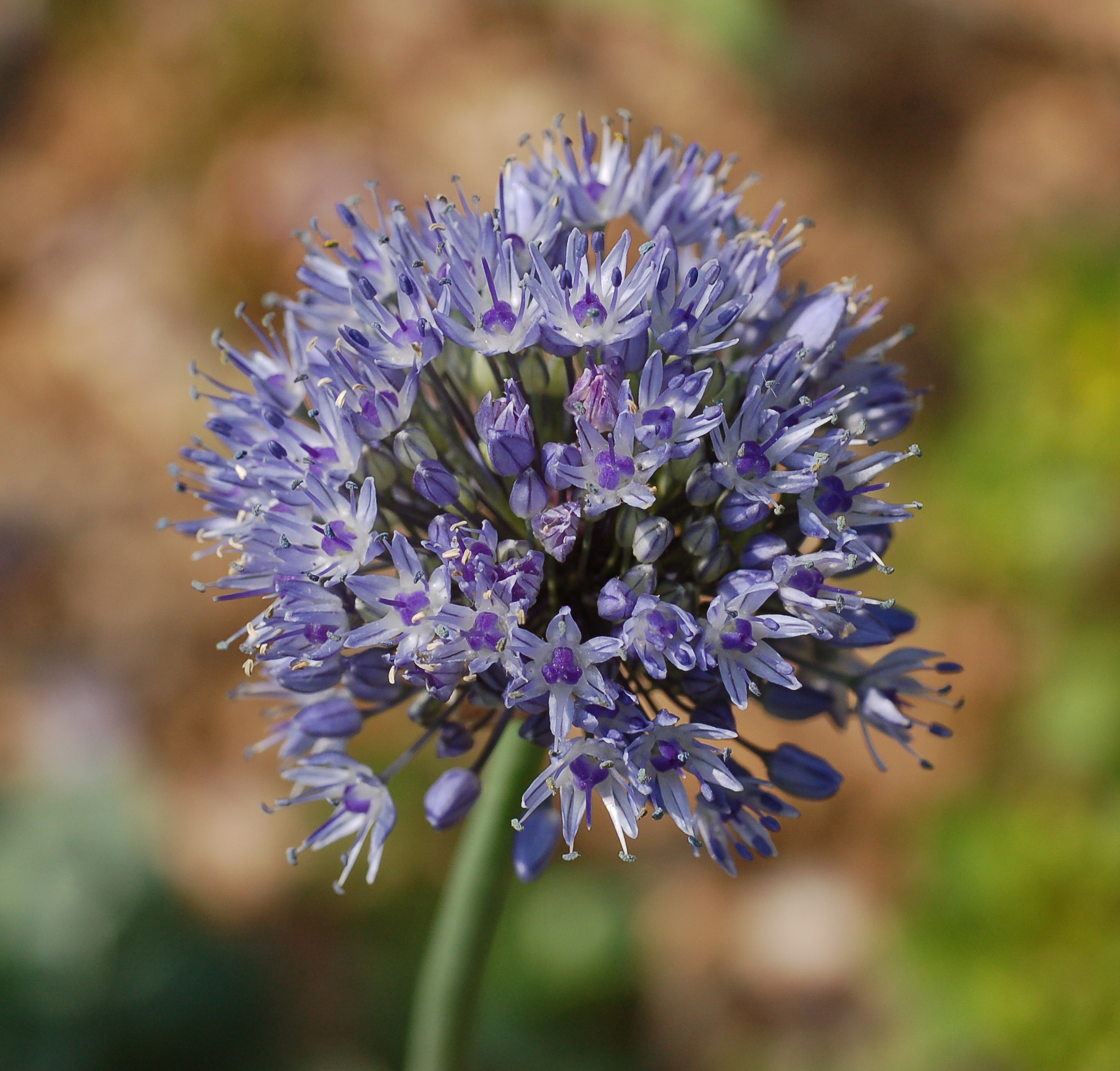
گل از نمای نزدیک